# خبرگزاری تونس آفریقا
خبرگزاری تونس آفریقا یا وکالة تونس إفریقیا للأنباء، (انگلیسی: Tunis Afrique Presse) (مخفف انگلیسی: TAP)، خبرگزاری مطرح تونس است.
این خبرگزاری از اول ژانویه سال ۱۹۶۱ میلادی فعالیت خود را آغاز کرده‌است. بخش اعظم بودجه و سهام این مؤسسه خبری از سوی دولت تونس تأمین می‌شود. در گزارشی از این خبرگزاری که دوران زین‌العابدین بن علی را بررسی کرده می‌گوید بیش از ۹۸ درصد بودجه آن متعلق به دولت بوده‌است
خبرگزاری تونس می‌گوید سالانه یک صد هزار خبر از رویدادهای داخلی و بین‌المللی منتشر می‌کند. این خبرگزاری آرشیوی از هزاران خبر و تصاویر از دوران استقلال تونس تاکنون را در اختیار دارد
خبرگزاری تونس آفریقا یکی از هجده عضو اتحادیه خبرگزاری‌های کشورهای عرب (فانا) است.